# ناحية سكتان
ناحية سكتان وهي إحدى النواحي التابعة لقضاء قويسنجق في محافظة أربيل في العراق وتبلغ مساحتها 150.70كم2 وعدد القرى التابعة لها 12 قرية وتبلغ مساحاتها السهلية 23% و 23% تلال و 54% جبال